# マリート
マリート（イタリア語: Malito）は、イタリア共和国カラブリア州コゼンツァ県にある、人口約800人の基礎自治体（コムーネ）。

## 地理

### 位置・広がり

#### 隣接コムーネ
隣接するコムーネは以下の通り。
- アルティーリア
- ベルシート
- ディピニャーノ
- ドマーニコ
- グリマルディ
- パテルノ・カーラブロ